# Улица Артёма Айдинова
Улица Артёма Айдинова (тат. Артём Айдинов урамы) — улица в Вахитовском районе Казани, в историческом районе Армянской слободы. Протяжённость улицы около полукилометра. Она начинается от улицы Марселя Салимжанова и озера Нижний Кабан, пересекает улицы Спартаковскую, Островского, Петербургскую, Старообрядческую и заканчивается на пересечении с Щербаковским переулком.

## История

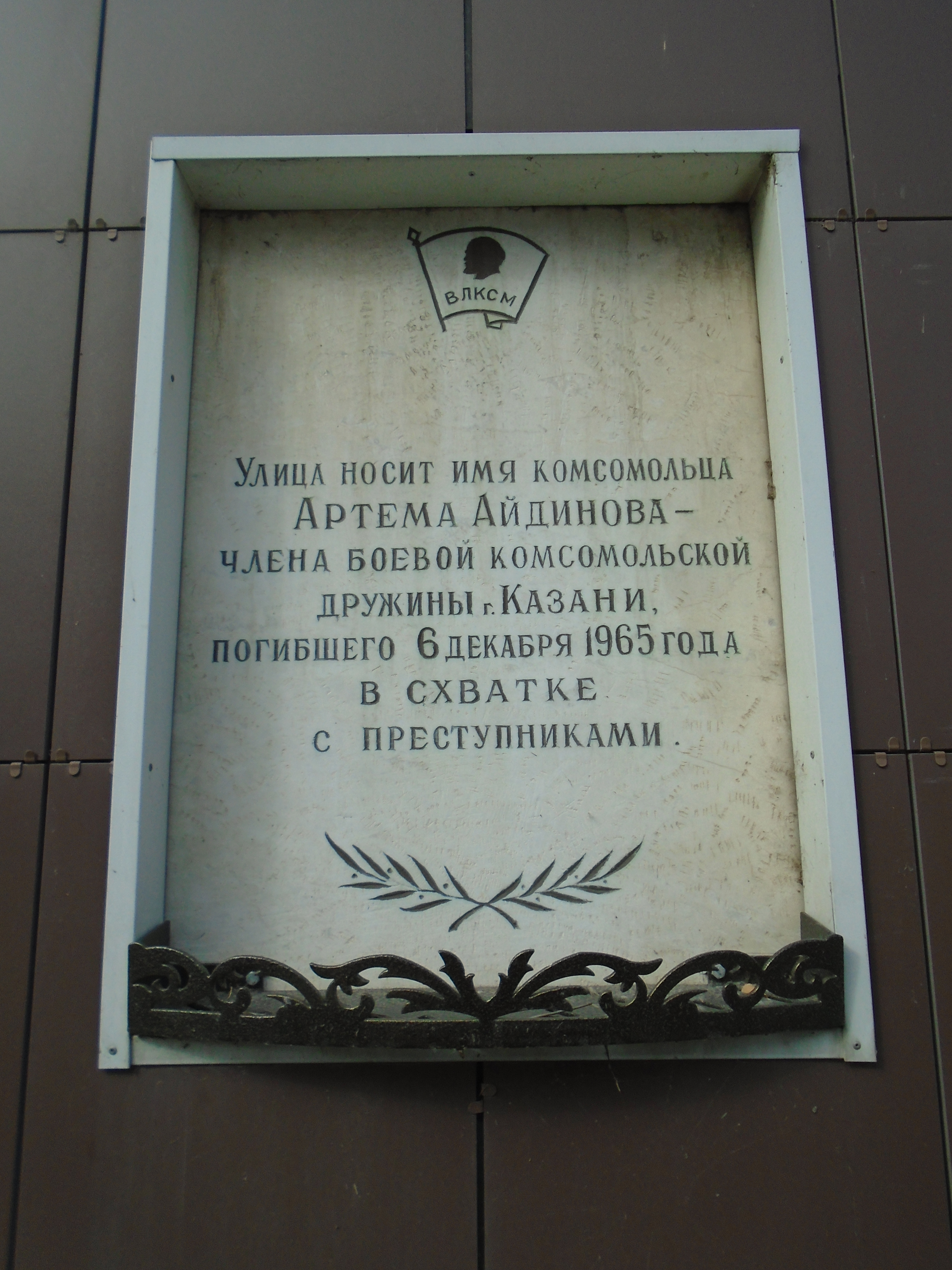
Мемориальная плита в честь Артёма Айдинова

Ранее называлась Поперечно-Георгиевская, Кабанная. В 1965 году переименована в честь комсомольца-дружинника Артёма Айдинова, погибшего в схватке с преступниками.

## Известные объекты
По нечётной стороне расположен Парк Тысячелетия; по чётной стороне — центр подготовки IT-специалистов «Школа 21», Баскет-холл. На доме № 32 по улице Петербургской расположена мемориальная плита в честь Артёма Айдинова. На пересечении с Петербургской улицей расположена площадь с фонтанами и ротондой. На пересечении с улицей Островского находятся Храм Воздвижения Святого Креста и автобусная остановка «Улица Артёма Айдинова».
Все здания и сооружения, расположенные близ улицы Артёма Айдинова, имеют нумерацию по другим улицам — Спартаковской, Петербургской, Островского.